# Alfa Romeo 183T
Alfa Romeo 183T byl vůz Formule 1 navržený Gérardem Ducarouge a Mario Tollentino a byl používán týmem Marlboro Alfa Romeo během sezóny 1983. Vůz s nově navrženým plochým spodkem debutoval při Grand Prix Brazílie 1983. Vůz 183T jezdil na pneumatikách Michelin a řídili jej italští jezdci Andrea de Cesaris a Mauro Baldi.

## Design a vývoj
Na rozdíl od předchozích vozů Alfa Romeo nebylo šasi vozu 183T navrženo Autodeltou Alfy Romeo; místo toho byl hlavním konstruktérem Euroracing, protože hlavní inženýr Gérard Ducarouge byl vyhozen Alfou méně než měsíc před startem sezóny 1983 a byl rychle podepsán Lotusem. Euroracing byl dříve úspěšný ve Formuli 3 s motory Alfa Romeo.
Vůz 183T byl v podstatě aktualizovaná verze týmového vozu ze sezóny 1982 — 182. Pryč však byl motor Alfa 1260 V12, který sloužil týmu od sezóny 1979. Na jeho místo byl dosazen 890T, 1,5litrový přeplňovaný motor V8 (motor 1260 byl v té době stále používán týmem Osella). Změna motoru poskytla vozu 183T výrazné zvýšení výkonu. Motor 1260 V12 byl hodnocen na 540 koňských sil (400 kW), zatímco přeplňovaný motor 890T byl dimenzován na 640 koňských sil (480 kW). To však stále nedosahovalo výkonu uvedeného pro přeplňované motory BMW, Renault a Ferrari, které měly psáno 850 koňských sil (630 kW). Během roku nebyla spotřeba paliva motoru 890T faktorem, protože byly povoleny zastávky na tankování. Od sezóny 1984, kdy FIA uvalila na vozy limit na 220 litrů paliva a zakázala zastávky kvůli tankování, spotřeba paliva motoru V8 a jeho nedostatek energie způsobily, že Alfa jako přední konstruktér ve Formuli 1 upadala.

## Shrnutí sezóny
Vozy 183T získaly 18 bodů z 29 závodů, které oba absolvovaly. Andrea de Cesaris dokázal získat dvě druhá místa a také získal jedno nejrychlejší kolo ve Spa Francorchamps, zároveň se jednalo o závod, do kterého startoval ze 2. řady a vedl více než jeho polovinu.
Vůz 183T byl použit při testování před sezónou 1984, vybavený novými bočnicemi, které se později objevily na jeho nástupci vozu Alfa Romeo 184T. Nicméně vůz 183T byl vyřazen před začátkem sezóny a nebyl dále používán.

## Kompletní výsledky ve Formuli 1
| Legenda k tabulce | Legenda k tabulce                                                                       |
| Barva             | Výsledek                                                                                |
| ----------------- | --------------------------------------------------------------------------------------- |
| Zlatá             | Vítěz                                                                                   |
| Stříbrná          | 2. místo                                                                                |
| Bronzová          | 3. místo                                                                                |
| Zelená            | Bodované umístění                                                                       |
| Modrá             | Nebodované umístění                                                                     |
| Modrá             | Dokončil neklasifikován (NC)                                                            |
| Fialová           | Odstoupil (Ret)                                                                         |
| Červená           | Nekvalifikoval se (DNQ)                                                                 |
| Červená           | Nepředkvalifikoval se (DNPQ)                                                            |
| Černá             | Diskvalifikován (DSQ)                                                                   |
| Bílá              | Nestartoval (DNS)                                                                       |
| Bílá              | Závod zrušen (C)                                                                        |
| Světle modrá      | Pouze trénoval (PO)                                                                     |
| Světle modrá      | Páteční testovací jezdec (TD)                                                           |
| Bez barvy         | Netrénoval (DNP)                                                                        |
| Bez barvy         | Vyřazen (EX)                                                                            |
| Bez barvy         | Nepřijel (DNA)                                                                          |
| Bez barvy         | Odvolal účast (WD)                                                                      |
| Bez barvy         | Nezúčastnil se (prázdné)                                                                |
| Označení          | Význam                                                                                  |
| Tučnost           | Pole position                                                                           |
| Kurzíva           | Nejrychlejší kolo                                                                       |
| †                 | Jezdec nedojel do cíle, ale byl klasifikován, protože odjel více než 90 % délky závodu. |
| ‡                 | Byl udělován poloviční počet bodů, protože bylo odjeto méně než 75 % délky závodu.      |
| Horní index       | Umístění bodujících jezdců ve sprintu                                                   |

| Rok  | Tým                      | Motor                 | Pneumatiky | Jezdci            | 1   | 2   | 3   | 4   | 5   | 6   | 7   | 8   | 9   | 10  | 11  | 12  | 13  | 14  | 15  | Body | Umístění |
| ---- | ------------------------ | --------------------- | ---------- | ----------------- | --- | --- | --- | --- | --- | --- | --- | --- | --- | --- | --- | --- | --- | --- | --- | ---- | -------- |
| 1983 | Marlboro Team Alfa Romeo | Alfa Romeo 890T V8 tc | M          |                   | BRA | USW | FRA | SMR | MON | BEL | DET | CAN | GBR | GER | AUT | NED | ITA | EUR | RSA | 18   | 6. místo |
| 1983 | Marlboro Team Alfa Romeo | Alfa Romeo 890T V8 tc | M          | Andrea de Cesaris | EX  | Ret | 12  | Ret | Ret | Ret | Ret | Ret | 8   | 2   | Ret | Ret | Ret | 4   | 2   | 18   | 6. místo |
| 1983 | Marlboro Team Alfa Romeo | Alfa Romeo 890T V8 tc | M          | Mauro Baldi       | Ret | Ret | Ret | Ret | 6   | Ret | 12  | 10  | 7   | Ret | Ret | 5   | Ret | Ret | Ret | 18   | 6. místo |